# Historiografia clàssica
La historiografia clàssica és la disciplina que estudia la producció historiogràfica de les cultures clàssiques (Grècia i Roma). Es va originar com un gènere literari, com la comèdia o la tragèdia, però gradualment es va convertir en una ciència.

## Origen

Primers versos de l'Ilíada

Al segle V apareix a grècia el tractament històric, fins aquell moment s'utilitzva el mite per tal d'explicar els tempspassats. A la Ilíada es presenta la guerra amb la intervenció dels déus.
Abans d'Heròdot en el segle V a. C. hi ha una fase intermèdia entre la fase mitològica i la historiogràfica, que és la fase dels logògrafs, on s'inicia una desmitologització an Grècia, es canvien els mites per una cosmologia que prescindeix dels déus. D'aquesta etapa destaca Hecateu de Milet.

## Trets generals
- Tema: en gairebé totes les obres, el tema és la guerra, esquitxat ab anècdotes polítiques.
- Lectors: són fonamentalment persones poderoses, militars i polítics, i la funció d'aquests llibres és fornir-los amb repertoris de recursos que es poden utilitzar en el camp de batalla (Poliè va fer un llibre d'història titulat Estratagemes, sobre plantejaments de batalles), o en el fòrum, que tenen com finalitat millorar els discursos, com el llibre de Valeri Màxim, que escriu Fets i dites memorables.
- És una historiografia humanista, tot s'explica per l'acció humana. L'excepció és Polibi, que no ho explica de forma humanista, sinó estructuralista.

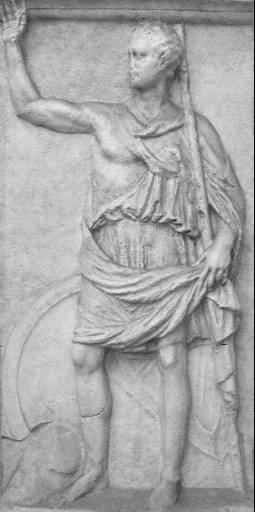
Polibi

- És substancialista. Com formada per coses que no canvien. Roma és substància, està per sobre de tot i no pot ser alterada
- La historiografia s'entén com un gèner literari.
- La història no és una professió. No es convertirà la historiografia en professió fins al segle xix.
- Es tracta d'una història contemporània i els historiadors es basen en testimonis.

## Historiadors clàssics

### Grècia
- Heròdot: Se'l coneix com a "Pare de la història"
- Tucídides: Fa una sèrie d'innovacions respecte a Heròdot
- Xenofont:Va continuar narrant la història de la Guerra del Peloponès allà on ho deixà Tucídides. Inaugura la tradició de recollir constitucions. Importa d'orient la tradició de fer biografies.
- Polibi: Va ser el primer a escriure una història universal.
- Diodor Sícul o de Sicília: només es conserva part de la seva gran obra.
- Plutarc: historiador, biògraf i assagista. La seva obra mñes coneguda és "Vides paral·leles"
- Estrabó: de la seva obra sobre història se'n conserven només fragments però la de Geografia Geographiká està gairebé completa.

### Roma

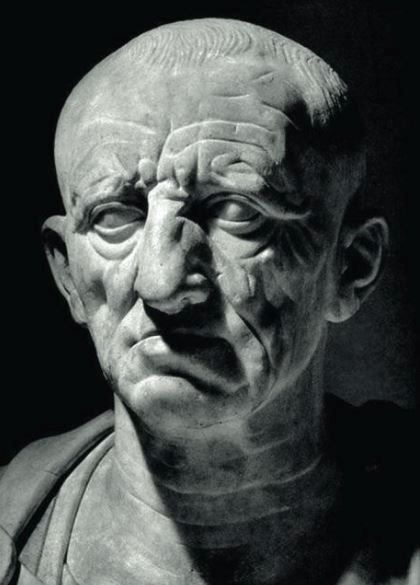
Marc Porci Cató Major

- Cató el Vell: Va fer la primera història d'Itàlia.
- Gai Sal·lusti Crisp: o Sal·lusti. Va escriure De Catilinae coniuratione o Bellum Catilinae i Bellum Jugurthinum.
- Juli Cèsar: va escriure De Bello Gallico i De bello Civili
- Titus Livi: ls llibres que es conserven d'ell tracten de la història dels primers segles de Roma, des de la fundació fins al 292 aC, el relat de la Segona Guerra Púnica i de la conquesta romana de Gàl·lia cisalpina, de Grècia, del Regne de Macedònia i de part de l'Àsia Menor.
- Plini el Vell: s'ha conservat Naturalis Historia.
- Gaius Corneli Tàcit o Tàcit.
- Suetoni: només se'n conserven fragments de De vitas Caesarum i el De grammaticis et rhetoribus.